# Lepidothamnus intermedius
Lepidothamnus intermedius — вид хвойних рослин родини подокарпових.
Епітет виду вказує на серединний характер у порівнянні з іншими видами Lepidothamnus.

## Опис
Червонувато-жовте дерево вельми смолисте і дуже горюче, але дуже міцне і довговічне. Невелике, прямо дерево до 15 м заввишки і 60 см діаметром з розлогими гілками. Кора коричнево-сіра, лущиться на невеликі пластинки, під якими нова кора червоно-коричнева. Листя на неповнолітніх рослинах довжиною 9–15 мм, гострі. На повнолітніх стає все коротшим і більш лускоподібним. На дорослих рослинах листки 1,5–3 мм довжиною, ромбоподібні, тупі, шкірясті. Пилкові шишки рясні, поодинокі, верхівкові, 5–6 мм довжиною, ≈ 2 мм в ширину; тупі. Насіння 3–5 мм довжиною, від вузьких до широка-довгастих, чорне, тупе чи з крихітним кінчиком. Жіночі шишки з'являється в листопаді серед листя на кінчиках гілочок, дозрівають протягом наступних 16–18 місяців. Чоловічі шишки дозрівають до кінця листопада і запилюються на початку грудня.

## Поширення, екологія
Країни поширення: Нова Зеландія (Пн., Пд. о-ви.) Порівняно поширене дерево рівнинних лісів. Локально панує в заболочених лісах. Також знайдене на заболочених ділянках в чагарників або пасовищах.

## Використання
Історично використовувався для залізничних шпал, човнів і для телеграфних стовпів.

## Загрози та охорона
Ніяких конкретних нинішніх загроз не було визначено, хоча вид вирубувався в минулому. Цей вид має великі субпопуляції в кількох ПОТ.